# 金·匹克
金·匹克（Kim Peek，1951年11月11日—2009年12月19日）生於美國猶他州鹽湖城。由于大脑的异常，具有过目不忘的生动记忆和发展性障碍。他是电影《雨人》（Rain man）中雷蒙德·巴比特（德斯汀·荷夫曼饰）的原型，但他本人并不是自閉症患者。
金·匹克出生时因巨头畸形导致小脑受损，更严重的是他胼胝体发育不全，链接两个大脑半球的神经束完全缺乏，而且位于前连合的二级链接也缺乏。有人怀疑他的神经通过其它连接方法来补充胼胝体的缺乏而加强了他的记忆力。
匹克的父亲说金能够记得他出生后16至20个月的事情。他读过的书全部能够背出来，然后他就将那本书倒放在书架上表示他读过了。他读书时每页只需要约10秒钟，而且可以将读到的东西记下来，其内容从历史、文学、地理、数字到体育、音乐和年代。在他的记忆中存储着约1.2万本书。他对125年内的文献资料瞭如指掌。他还有非常高的心算能力。从1969年开始他在一个残疾人工厂管理薪水，他的心算能力对此非常有用。
直到他四岁时匹克不会走路，至今为止他横向走路。他不会繫扣子，在其它运动技巧上也有困难。这些困难可能来自他的小脑损伤，一般小脑是协调运动的。在心理学测验中匹克的智商低于平均值，但是在一些特殊的测试中他的测试值远高于一般人。这些数据使许多人认识到这些测试无法真正体现出匹克的能力。他本人并不是自閉症患者。
与许多學者症候群患者不同的是匹克的社交技巧不断增强，这可能与他作为“真雨人”获得的注意有关。此外他的记忆力也不仅仅是死记大量的信息，他可以结合他所记得的信息，这至少是创造力的一个标志（不过在抽象技巧上如理解谚语或者隐喻他依然有困难）。虽然匹克不是音乐天才，但是他的音乐能力也很引人注目。他能够记得数十年前听到的曲调并能在钢琴上弹奏（在他的技巧允许的范围内）。他能够在弹钢琴的同时对他弹奏的内容进行评论，比如与他听过的其它曲调进行对比。在听音乐时他能够辨认出不同的乐器，并能够通过与他所记得的其它上千个曲调进行对比从而猜出作曲家是谁。
1984年剧本作家巴里·莫罗遇到匹克，这次相逢的结果是產生了1988年的电影《雨人》。电影裡的主人公雷蒙德·巴比特是受匹克的启发形成的，但是是一位自闭症患者。演巴比特的达斯汀·霍夫曼与匹克和其他自闭学者接觸交流以更准确理解这个角色。电影成名后匹克获得许多邀请，这增强了他的自信心。莫罗还将他的奥斯卡金像奖给匹克，让他带着它在表演时给别人看。匹克喜欢接触陌生人，喜欢向陌生人显示他的计算能力，比如表演告诉别人他出生的那天是星期几。他还上过电视。他旅行时他父亲总是伴随他，照顾他并帮他做许多他很难完成的事情。
2004年美国国家航空航天局的科学家首使用核磁共振成像和X射线断层成像等手段对匹克的脑子进行了一系列研究，目的在于建立一个他的脑子结构的三维图像以及比较1988年做的核磁共振成像。这是首次试图使用无创技术来发现匹克的“不寻常脑子”为什么能够完成他所能做的事。
2009年12月19日因心臟病突發逝世，而長期為匹克旅行的父親則在2014年4月5日逝世，終年88歲。 